# Kopparhydroxid
Kopparhydroxid är en kemisk förening mellan metallen koppar samt syre och väte. Det förekommer naturligt i mineralerna Azurit, Malakit och Brochantit.

## Historia
Kopparhydroxid har antagligen varit känt sedan människan började utvinna koppar. Det framställdes genom att blanda lut med blå vitriol.
{\displaystyle {\rm {2\ NaOH+CuSO_{4}\rightarrow Cu(OH)_{2}+Na_{2}SO_{4}}}}
Sedan 1600-talet har det framställts industriellt för användning som pigment inom keramik och målning, känt under namnet Bremerblått eller Bremergrönt.

## Framställning
Kopparhydroxid bildas naturligt på koppar som exponeras för väder och vind (se Kopparkarbonat). Syntetisk framställning kan göras på det traditionella sättet (se ovan). Nackdelen är att lösningen kommer att innehålla föroreningar av natriumhydroxid och natriumsulfat.
En renare lösning kan fås genom elektrolys av vatten. Då bildas kopparhydroxid vid kopparanoden under utveckling av vätgas.
{\displaystyle {\rm {Cu(s)+2\ H_{2}O(l)\rightarrow Cu(OH)_{2}(aq)+H_{2}(g)}}}

## Egenskaper
När kopparhydroxid värms upp sönderfaller den till svart kopparoxid och vattenånga.
{\displaystyle {\rm {Cu(OH)_{2}(s)\ {\xrightarrow {heat}}\ CuO(s)+H_{2}O(g)}}}

## Användning
- Som pigment (Verdigris).
- Som fungicid och som alternativ till Bordeauxvätska.